# Герасимов, Александр Михайлович (адмирал)
Алекса́ндр Миха́йлович Гера́симов (14 ноября 1861 — 11 марта 1931, Бизерта, Тунис) — русский вице-адмирал (1913), во время Гражданской войны — начальник морского управления Вооружённых сил Юга России.

## Биография
В 1882 году закончил Морской кадетский корпус с производством 27 сентября в чин мичмана. 11 апреля 1890 года произведён в чин лейтенанта.
В 1892 году окончил Михайловскую артиллерийскую академию и был назначен членом комиссии морских артиллерийских опытов, одновременно занимая строевую должность старшего артиллерийского офицера крейсера 1 ранга «Адмирал Нахимов» (1895—1897) и эскадренного броненосца «Император Александр I» (1897—1901).
В 1897 году командовал миноносцем № 124. 10 января 1899 года назначен флагманским артиллерийским офицером берегового штаба старшего флагмана 1-й флотской дивизии. 6 декабря 1901 года назначен исправляющим должность старшего офицера эскадренного броненосца «Император Александр II», а 23 июня 1903 года — эскадренного броненосца «Победа». 6 декабря 1903 года произведён в чин капитана 2 ранга, с утверждением в занимаемой должности.
В годы русско-японской войны — старший офицер броненосца «Победа». 21 апреля 1904 года за распорядительность во время взрыва неприятельской мины под броненосцем «Победа» награждён мечами к ордену Святого Станислава 2 степени. В осаждённом Порт-Артуре организовал мастерскую по изготовлению ручных бомбочек и минных мортир. Был в японском плену. 10 января 1905 года награждён орденом Святой Анны 2 степени, а 22 сентября того же года — орденом Святого Владимира 4 степени с мечами и бантом.
После возвращения из японского плена назначен 20 января 1906 года заведующим обучением офицеров и гальванёров Учебного артиллерийского отряда Балтийского флота. 20 февраля 1906 года назначен командиром учебного судна «Рига», 28 января 1908 года — учебного судна «Пётр Великий». 28 августа 1909 года назначен исправляющим должность начальника Учебного артиллерийского отряда Балтийского флота, а 6 декабря 1911 года произведён в чин контр-адмирала с утверждением в должности начальника отряда. В следующем году награждён орденом Святого Станислава 1 степени.
Комендант морской крепости Императора Петра Великого в 1913—1917 годах. В 1914 году также имел должность генерал-губернатора Эстляндии и Лифляндии.
Во время событий Февральской революции в Ревеле получил ранение.
В ходе Гражданской войны служил в Белом флоте на Чёрном море, был начальником Морского управления при главнокомандующем Вооружёнными силами Юга России А. И. Деникине. Директор Севастопольского морского кадетского корпуса
С 1920 года в эмиграции, возглавлял Морской корпус в Бизерте.
Умер в Тунисе (похоронен в Бизерте).